# Neu-Fünfhaus

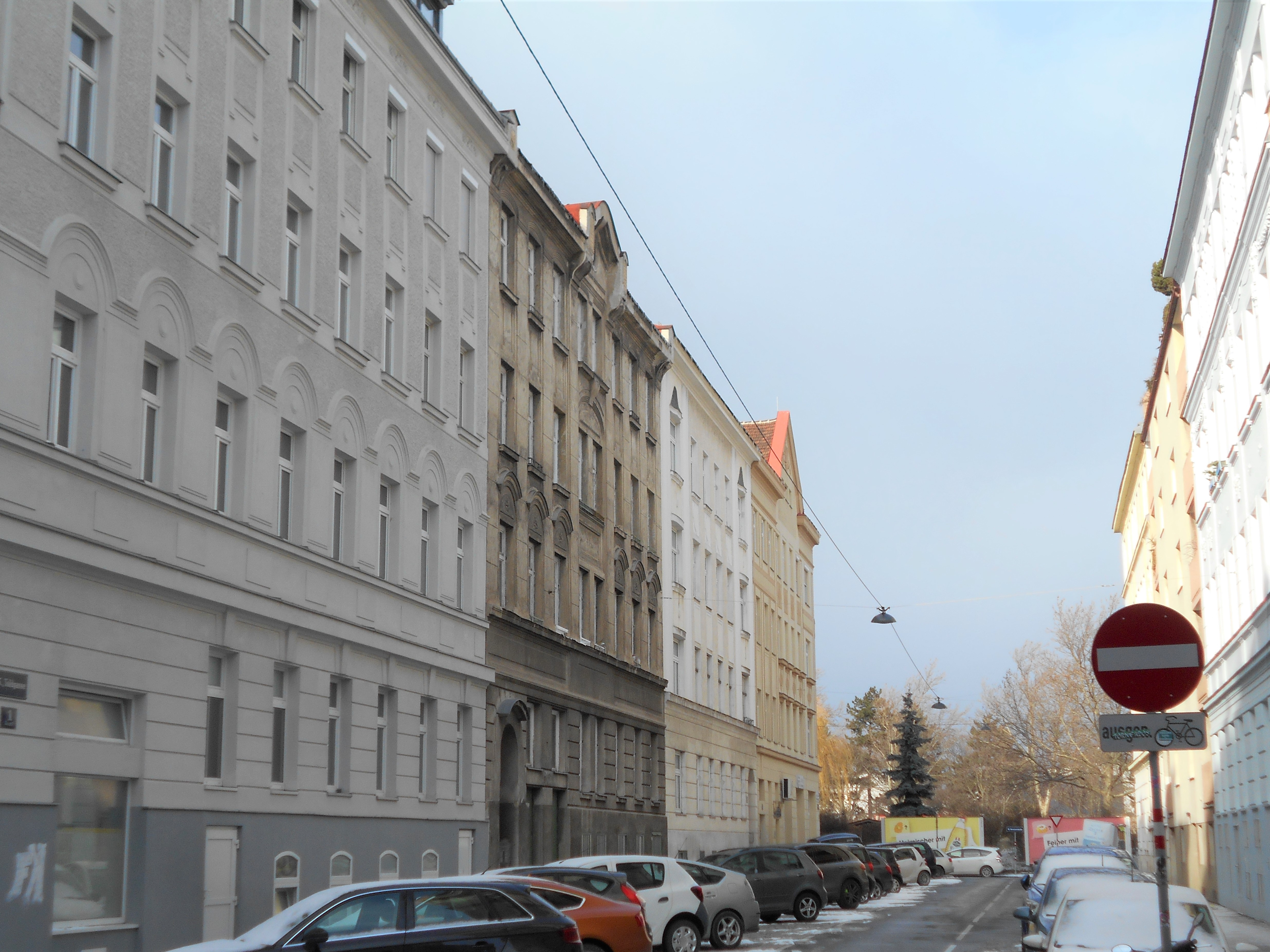
Die knapp vor dem Ersten Weltkrieg entstandene Toldgasse

Neu-Fünfhaus oder Neufünfhaus ist der nördliche Teil von Fünfhaus im 15. Wiener Gemeindebezirk
Er entstand ab den 1860er Jahren, als man nach dem Bau der Westbahn Teile der Schmelz nördlich der Bahntrasse dem städtischen Wohnbau widmete. Im Gegensatz zu den historisch „gewachsenen“ Straßenzügen des Ortskernes mit ihren verwinkelten Gassen besitzt Neu-Fünfhaus einen Rastergrundriss aus parallel verlaufenden Straßen.
1911 gab das Militär weitere zehn Hektar, also ein Fünftel, des Exerzierfeldes zur Bebauung frei. Hier entstanden die Bezirksteile nördlich der Hütteldorfer Straße. Das Herzstück bildet das in einem eigenen Artikel behandelte Nibelungenviertel, in diesem Artikel werden folgende Teile behandelt: westlich des Nibelungenviertels (ab der Preysinggasse) bzw. südwestlich der Schmelz, sowie östlich davon (zwischen Gürtel und Zinckgasse bzw. Stadthalle, ein Areal dessen großflächigere Bebauung erst ab der Zwischenkriegszeit erfolgte).
Die Häuser Hütteldorfer Straße 40 bis 48, sowie Holochergasse 30 und Preysinggasse 37, die den Großteil eines Häuserblocks einnehmen werden von der Stadt Wien mit der Gegend um den Kriemhildplatz im Nibelungenviertel zur baulichen Schutzzone Fünfhaus zusammengefasst. Eine weitere Schutzzone bildet die Siedlungs- und Wohnhausanlage Schmelz.
Als territoriale Bezeichnung existierte Neufünfhaus in Form des Eigennamens der Pfarre um die Christkönigskirche bis 2016.

## Erste Phase der Bebauung: 1860–1900
In der ersten Phase der Bebauung entstand der drei Blöcke tiefe Bereich zwischen Westbahn und Hütteldorfer Straße. Die regelmäßige Anordnung gleichförmiger gründerzeitlicher Zinshäuser wird nur durch den Park des Reithofferplatzes durchbrochen, der einem Block im Straßenraster entspricht. Am westlichen Rand des Platzes, entlang der Pouthongasse, verläuft die Begrenzung des Fünfhauser Gebiets, die Bebauung geht auf der Rudolfsheimer Seite aber übergangslos mit demselben Charakter weiter (allerdings befinden sich mit der Rudolfsheimer Pfarrkirche und dem ehemaligen Kaiserin-Elisabeth-Spital die einzigen größeren Bauten der gründerzeitlichen Erweiterung in Neu-Rudolfsheim). Die jüngsten Teile dieser Bauphase sind die in den 1890ern und kurz nach 1900 entstandenen späthistoristischen Zinshäuser auf der ungeraden Seite der Hütteldorfer Straße ab der Hackengasse.
In das Straßenraster eingepasst ist auch die ehemalige Klosterkirche St. Antonius v. Padua, nunmehr eine rumänisch-orthodoxe Kirche – erbaut im Jahr 1894.
1870 wurde eine Notschule im Haus Zinckgasse 3 eingerichtet, der 1895 die erste Taubstummenschule Wiens angegliedert wurde. Das heutige Schulgebäude in der Goldschlagstraße 14–16 stammt aus dem Jahr 1909.
Im äußersten Nordosten von Fünfhaus gibt es Bebauung aus der Zeit der Anlage des Gürtels, die unmittelbar dort liegende Häuserzeile und ein paar Häuser in der Wurzbachgasse sind späthistoristisch. Ein secessionistisches Gebäude ist das 1906 erbaute Eckhaus zur Sorbaitgasse (Wurzbachgasse 11) von Karl Badstieber und Karl Reiner.

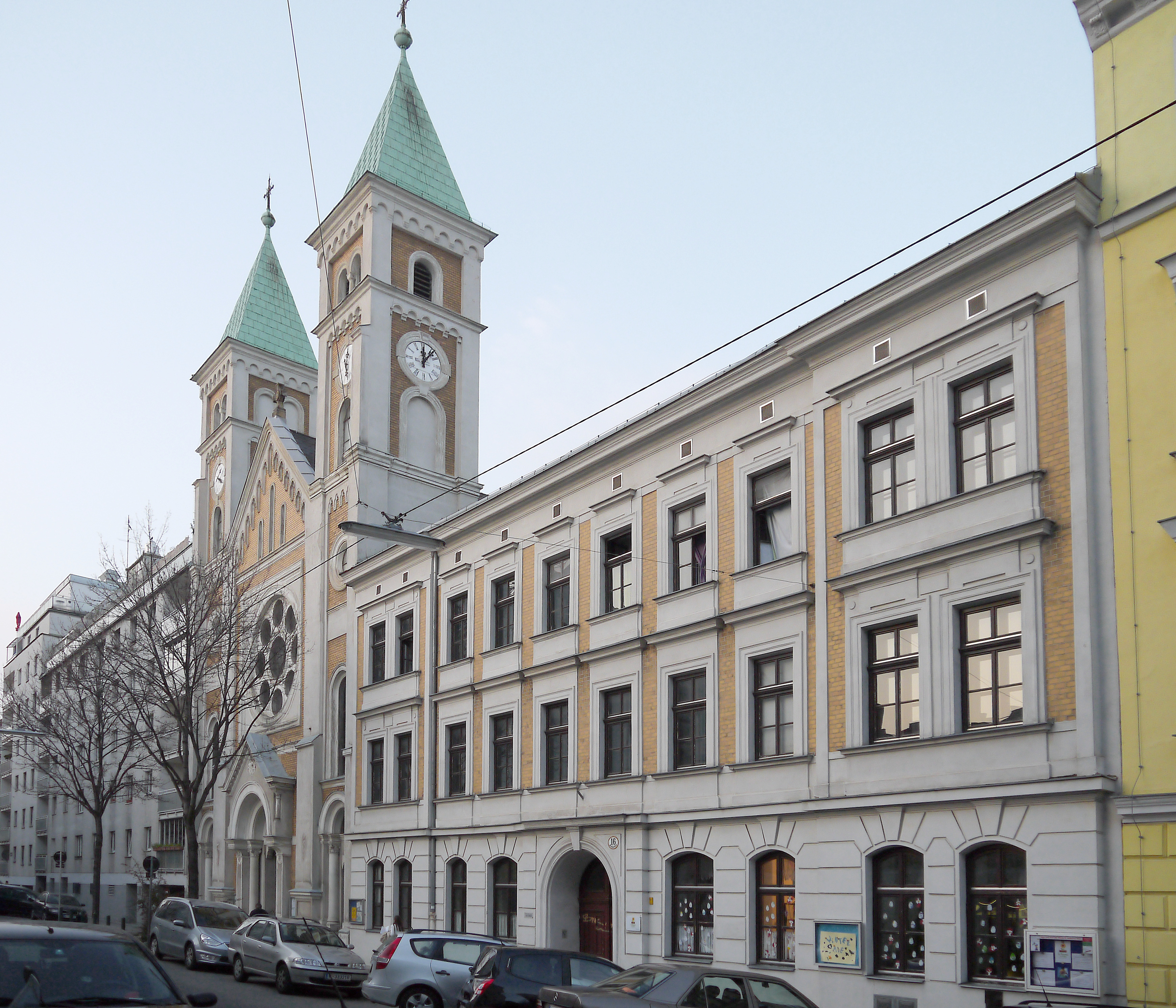
Kirche und Pfarrhof in der Pouthongasse
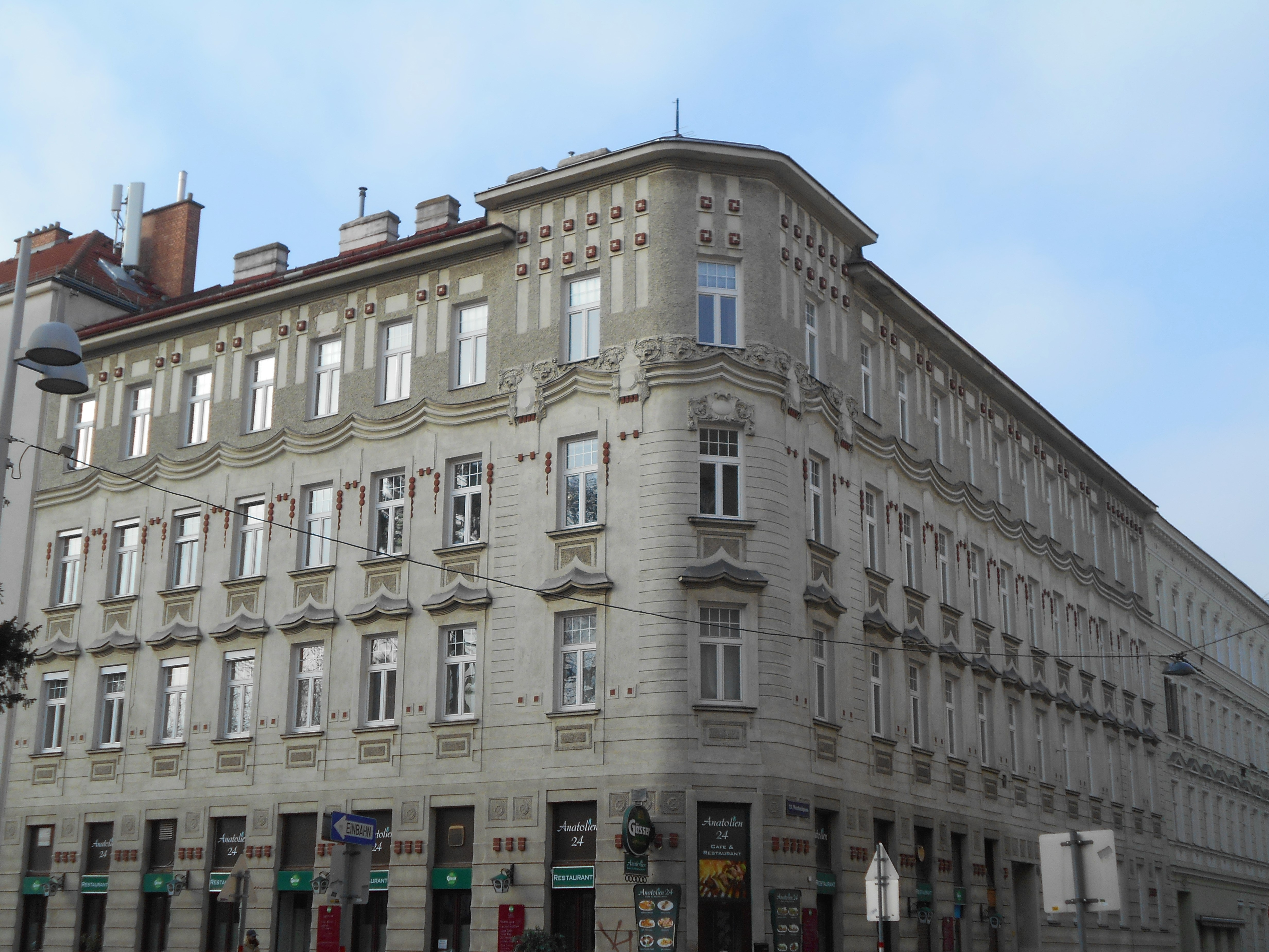
Wurzbachgasse 11

## Zweite Phase der Bebauung: nach 1911
Nach der Freigabe des restlichen Teils der Schmelz wurde begonnen, diesen in einem secessionistisch-neoklassizistischen Stil zu bebauen. Der Bau des ersten Hauses – Hütteldorfer Straße 74 – wurde im Oktober 1911 begonnen. 1912 begann der Bau der Häuser, die heute das sogenannte Nibelungenviertel bilden. Ausgenommen waren in dieser Phase noch das Gebiet des Schmelzer Friedhofs in der Nähe des Gürtels. Es gab allerdings schon Pläne für Museums- und sonstige Repräsentativbauten auf diesem Gebiet (etwa ein Wiener Stadtmuseum), die allerdings allesamt nicht verwirklicht wurden.
Die Grenze zu Rudolfsheim wurde an die Hütteldorfer Straße gelegt (noch in Stadtplänen aus den 1890er-Jahren ist die Schmelz zwischen Rünfhaus und Rudolfsheim geteilt), so dass der gesamte in dieser Phase bebaute Bereich zu Fünfhaus gehört.

### Östlich der Johnstraße
Westlich des Nibelungenviertels setzt sich der Charakter der Bauten größtenteils fort, vor allem im Bereich südwestlich der heute verbliebenen Schmelz. Die Hütteldorfer Straße auf der ungeraden Seite ist bis zur Johnstraße spätsecessionistisch-neoklassizistisch geprägt.
- Dazu gehört auch der 1912 von Leopold Ettmayr erbaute Fröhlich-Hof, ein Wohn- und Werkstättengebäude auf Hütteldorfer Straße 44–46.[3]
- Eine weitere repräsentative Anlage ist mit Anklängen an den Heimatstil der programmatisch so genannte Heimat-Hof auf Johnstraße 56–58 (Ecke Oeverseestraße), der von Robert Kalesa 1915 gebaut wurde.
- Im selben Häuserblock befindet sich ein anderes Beispiel eines repräsentativen Miethauses dieser Zeit, Wurmsergasse 49–51 (Ecke Oeverseestraße), ebenfalls 1914 entstanden, das ein reich gegliedertes Mansarddach aufweist.[4] Achleitner sieht in der Anlage teilweise schon eine Vorwegnahme des Gemeindebaus, insbesondere durch die leicht romantische, freie Architektur.[5]
- Ein den ganzen Häuserblock einnehmender, ausgedehnter Miethauskomplex um drei Höfe ist Klein-Wien (Holochergasse 32–38, Plunkergasse 14–16, Preysinggasse 39–41, Loeschenkohlgasse 29–31, Tannhäuserplatz 3,4), der aus gleich fassadierten Miethäusern besteht, Ecke Holochergasse/Plunkergasse wird der Name in einer Kartusche von einem Putto gehalten. Er wurde 1913/14 von Wilhelm Wohlmeyer erbaut.[3]
- Gegenüber befindet sich die 1912 entstandene Häusergruppe Holochergasse 45–51, von der die Nrn. 47 und 49 auch als Pilgerimgasse 1 und 2 die Kopfbauten für diese Gasse bilden. Ein eigenwilliges Stilmittel ist ein von Blumenkörben bekröntes Brüstung-Pfeiler-Motiv an der Fassade, das bis in den zweiten Stock hinaufreicht.[6]
- Markant ist auch das Haus Kannegasse 8 (ident Pilgerimgasse 7), das laut Achleitner beweist, dass auch unbekannte Architekten mit dem Stil umgehen konnten, der die Versachlichung des Historismus mit Anleihen an den Heimatstil kombiniert.[6] Es stammt von Lambert Ferdinand Hofer, wurde gemeinsam mit Franz Gessner entworfen und 1914 erbaut.[7]

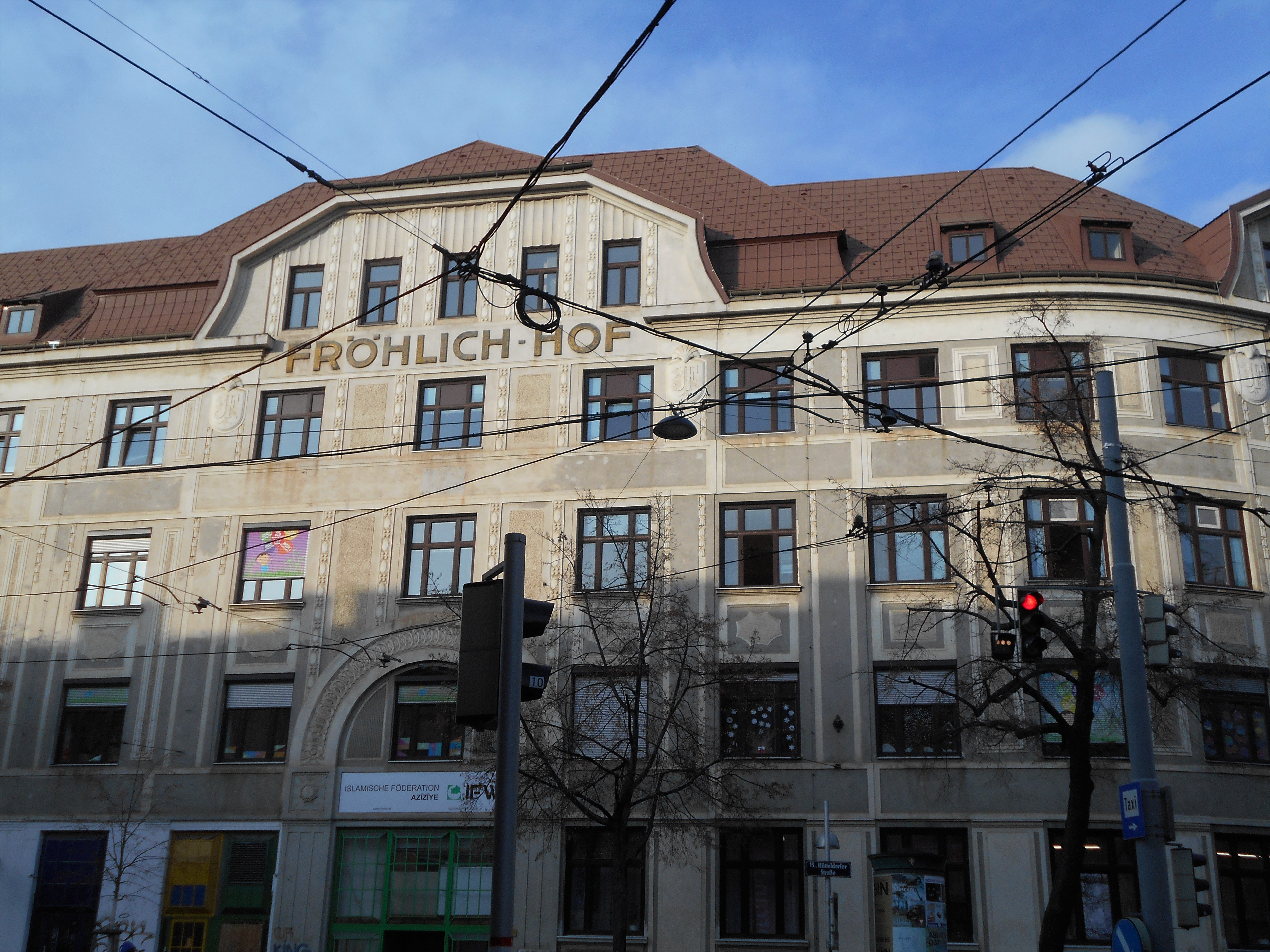
„Fröhlich-Hof“, Hütteldorfer Straße 44–46
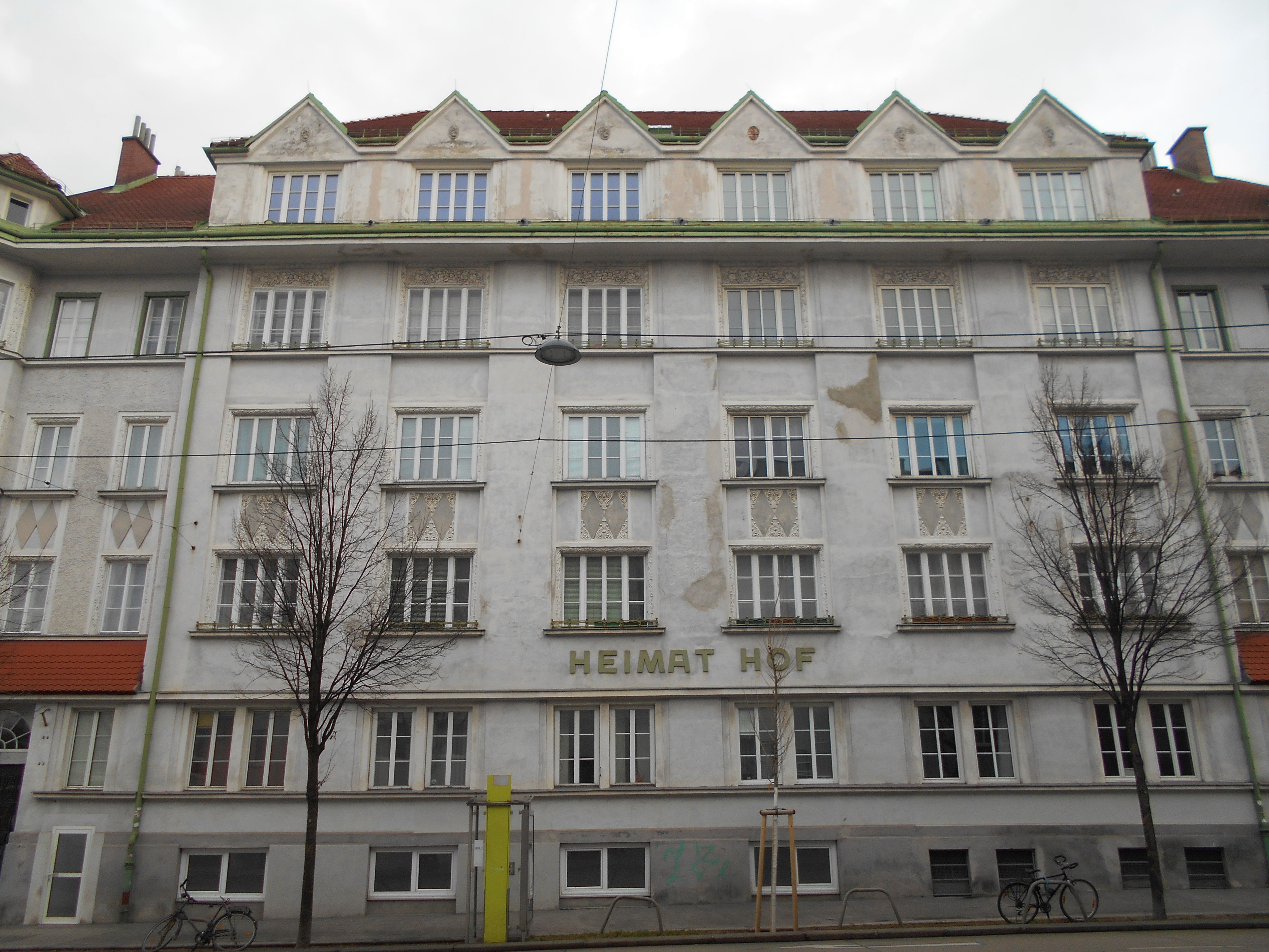
„Heimat-Hof“, Johnstraße 56–58
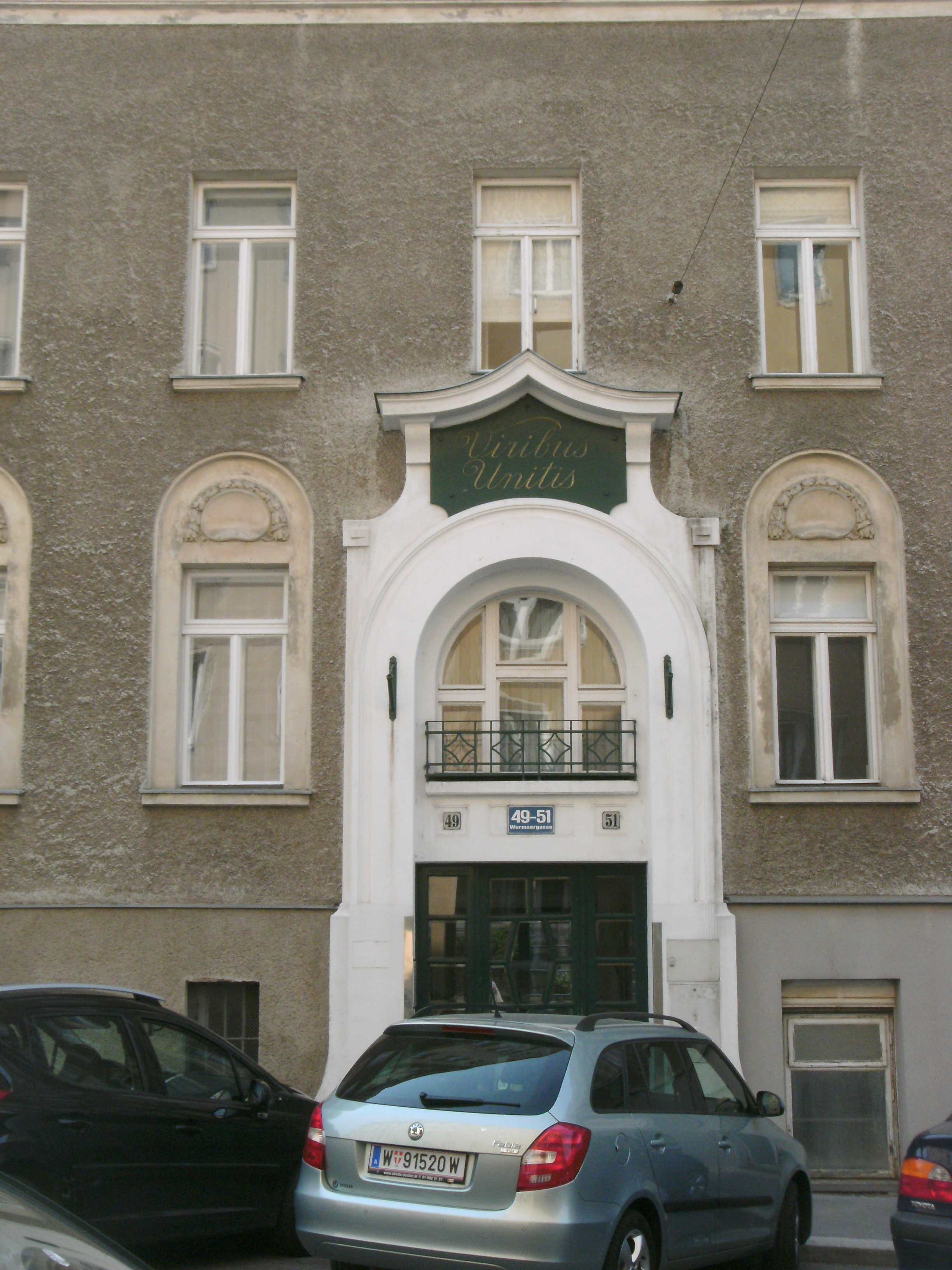
Portal von Wurmsergasse 49–51
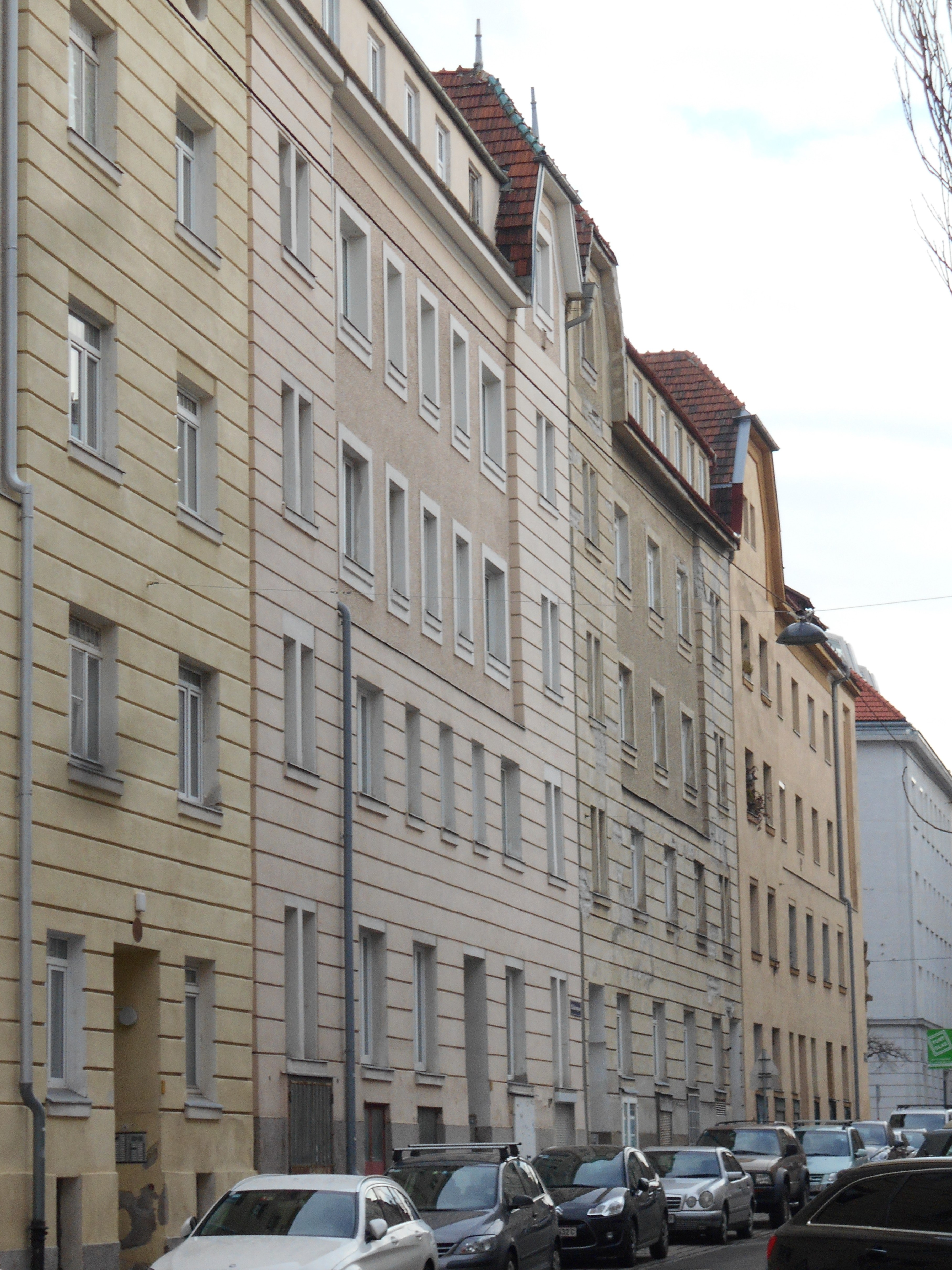
„Klein-Wien“ in der Holochergasse
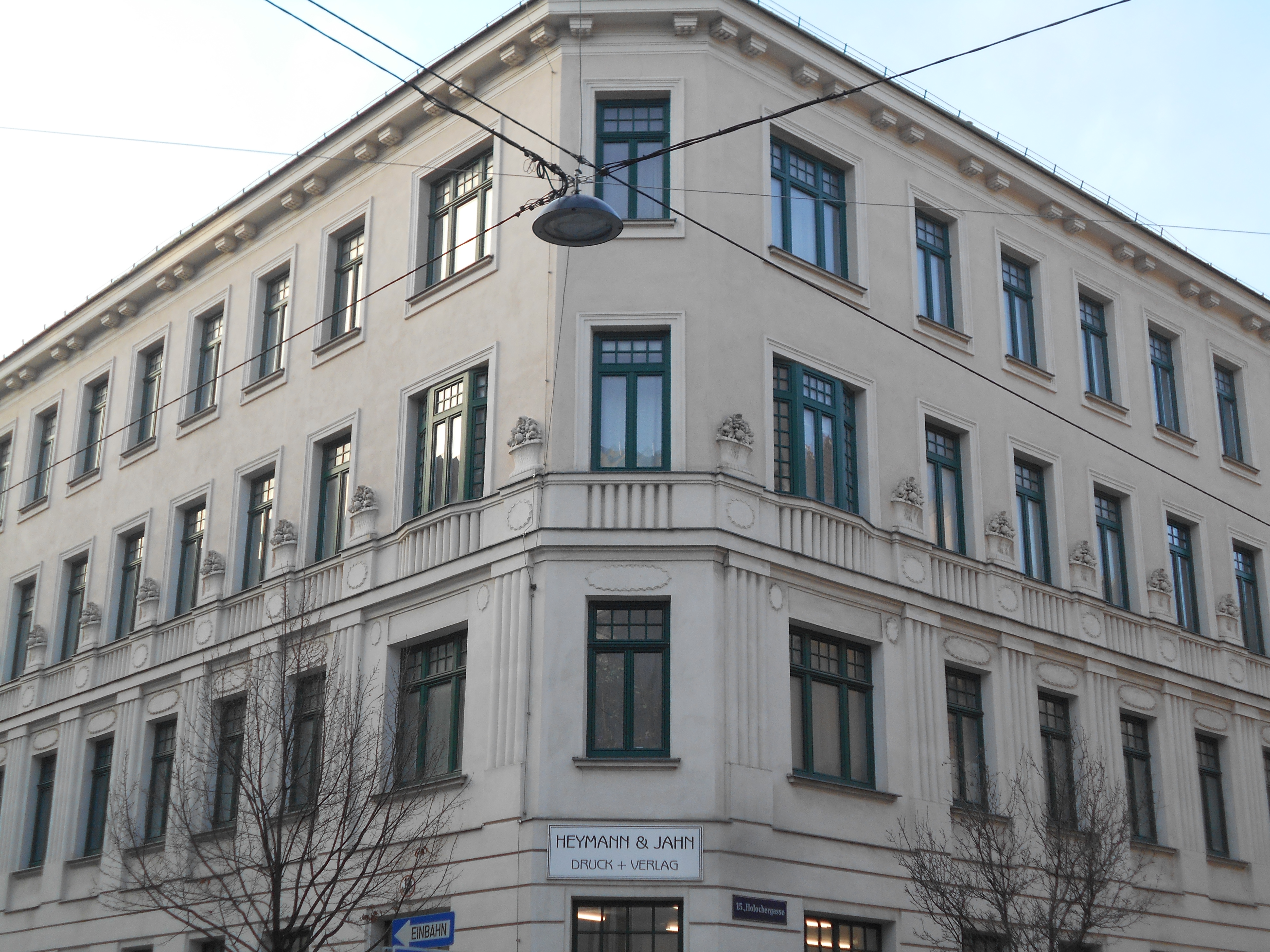
Holochergasse 45
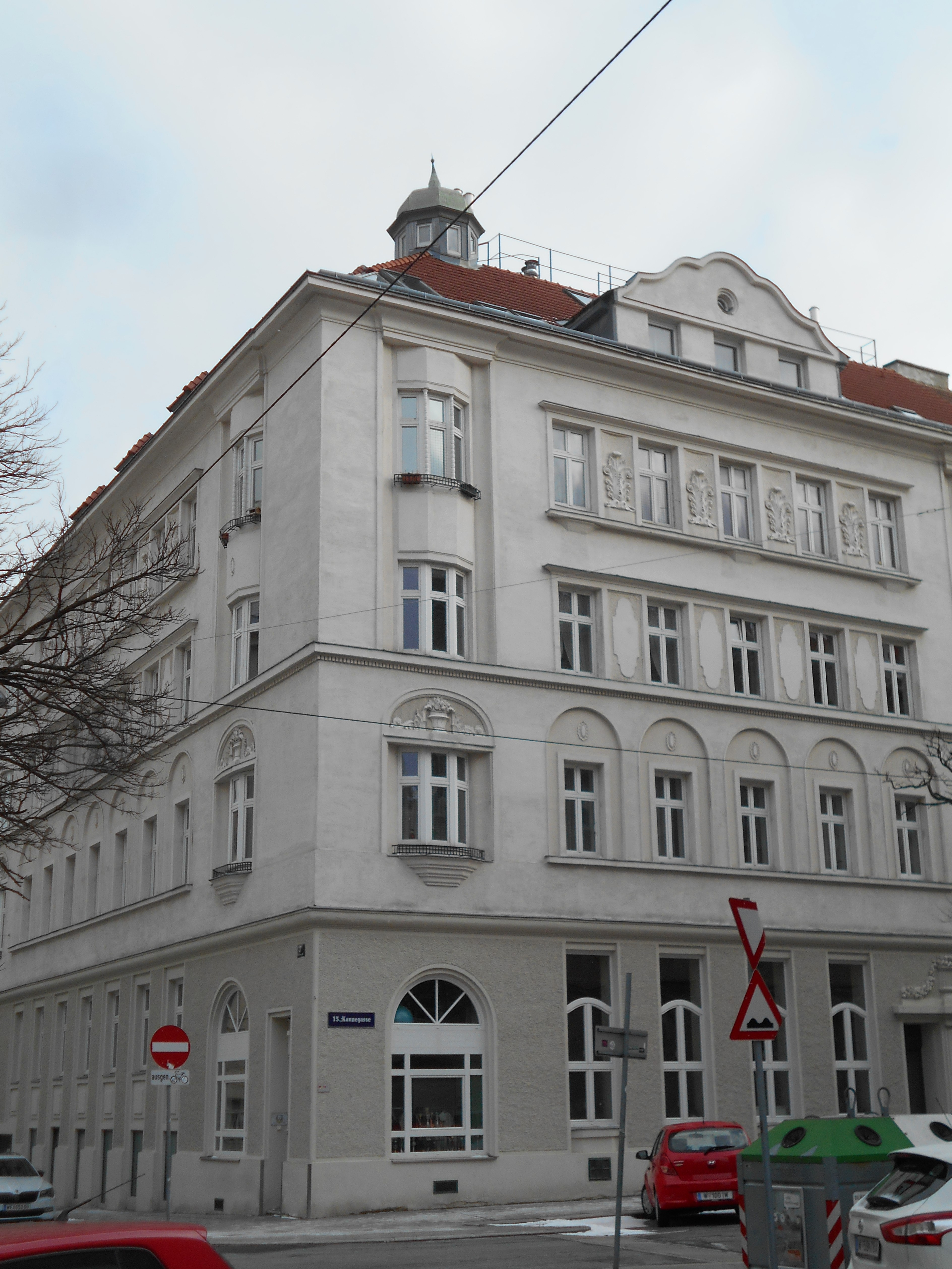
Kannegasse 8

### Westlich der Johnstraße
Eine weitere Fortsetzung findet die Bebauung dieser Zeit westlich der Johnstraße, wo noch einige Bauten aus der Zeit kurz vor dem Ersten Weltkrieg vorhanden sind. Dieser Bereich ist nur zwei Häuserblöcke tief (in der Schanzstraße verläuft bereits die Grenze zu Breitensee). Das Zentrum ist der Akkonplatz, die Achse die Tautenhayngasse. Eine Gasse, in der diese Bebauung beinahe vollständig erhalten ist (mit der einzigen Ausnahme von Nr. 6), ist die Toldgasse.
- Der um diese Zeit entstandene Akkonplatz ist fast geschlossen mit Gebäuden aus der Zeit von 1912 bis 1914 bebaut, einige wurden aber später vereinfacht. Einige originale Haustüren sind noch vorhanden. Nr. 2 stammt von August Ribak, Nr. 4 von Adolf Slaby.[8]
- Die Tautenhayngasse hat vor allem im Bereich der ungeraden 20er- und 30er-Nummern einen geschlossenen Verband spätsecessionistischer Zinshäuser auf. Der Geschwister-Hof (drei Häuser – Nr. 27, 29 und 31) ist aus dem Jahr 1912 von Adolf Slaby.[9] Der Name verweist auf die Beuherren, die das Miethaus als Investition errichteten. Das nicht mehr bestehende Haus Nr. 13 nimmt Achleitner als Beispiel, dass bei der Bebauung hier in innerstädtischen Dimensionen gedacht wurde.[9]
- In der Oeverseestraße 35–37 (ident Koberweingasse 12) befindet sich ein Gebäude von Guido Gröger aus dem Jah 1914/15. Der Bau ist in Eisenbeton ausgeführt, was eine neutrale Gestaltung der Fassade zulässt (die nicht mehr ohne weiteres darauf schließen lässt, ob es sich um einen Wohnbau oder eine Fabrik handelt).[10] Die Fassade ist allerdings mit Rautenfeldern dekoriert.

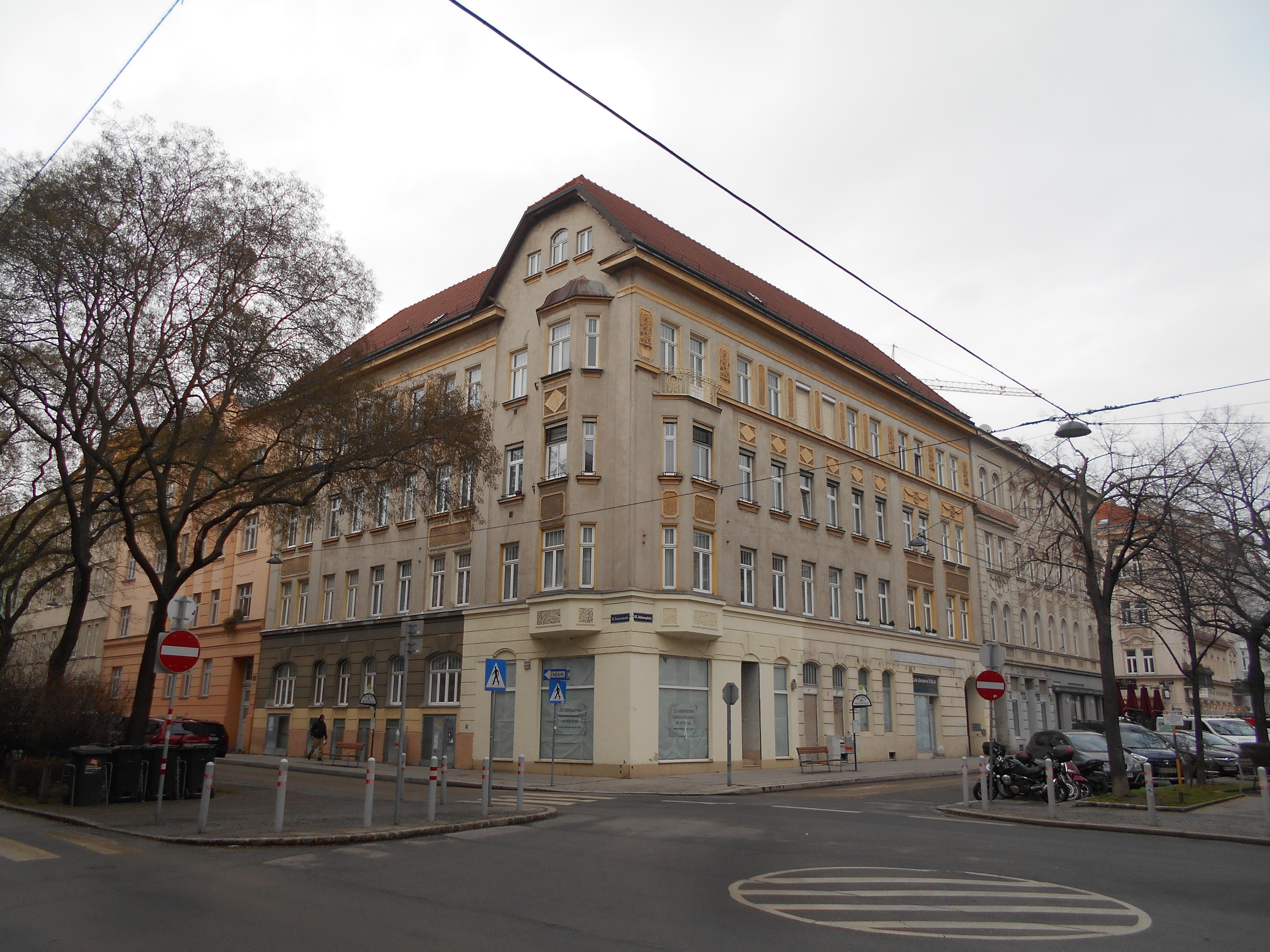
Akkonplatz 1, ebenfalls zwischen 1912 und 1914 entstanden
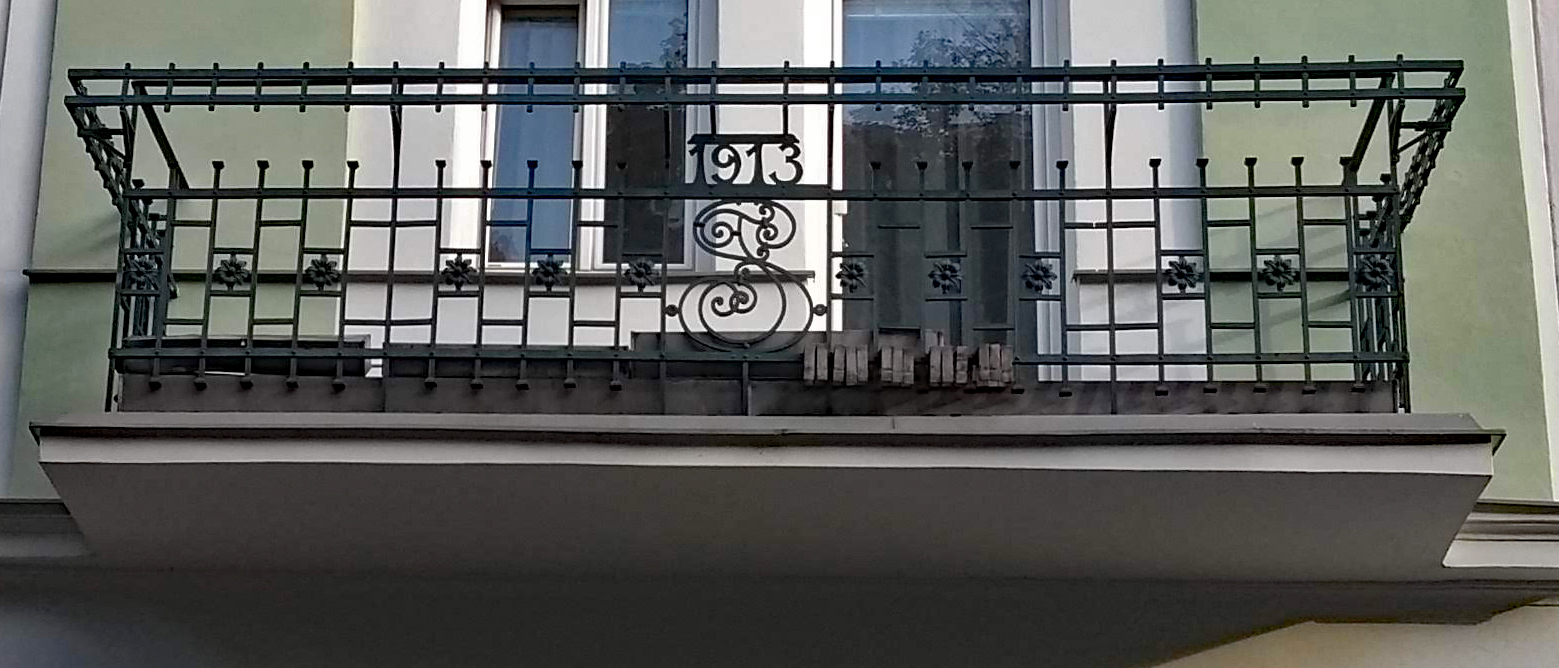
Balkon auf Akkonplatz 7, mit der Jahreszahl 1913
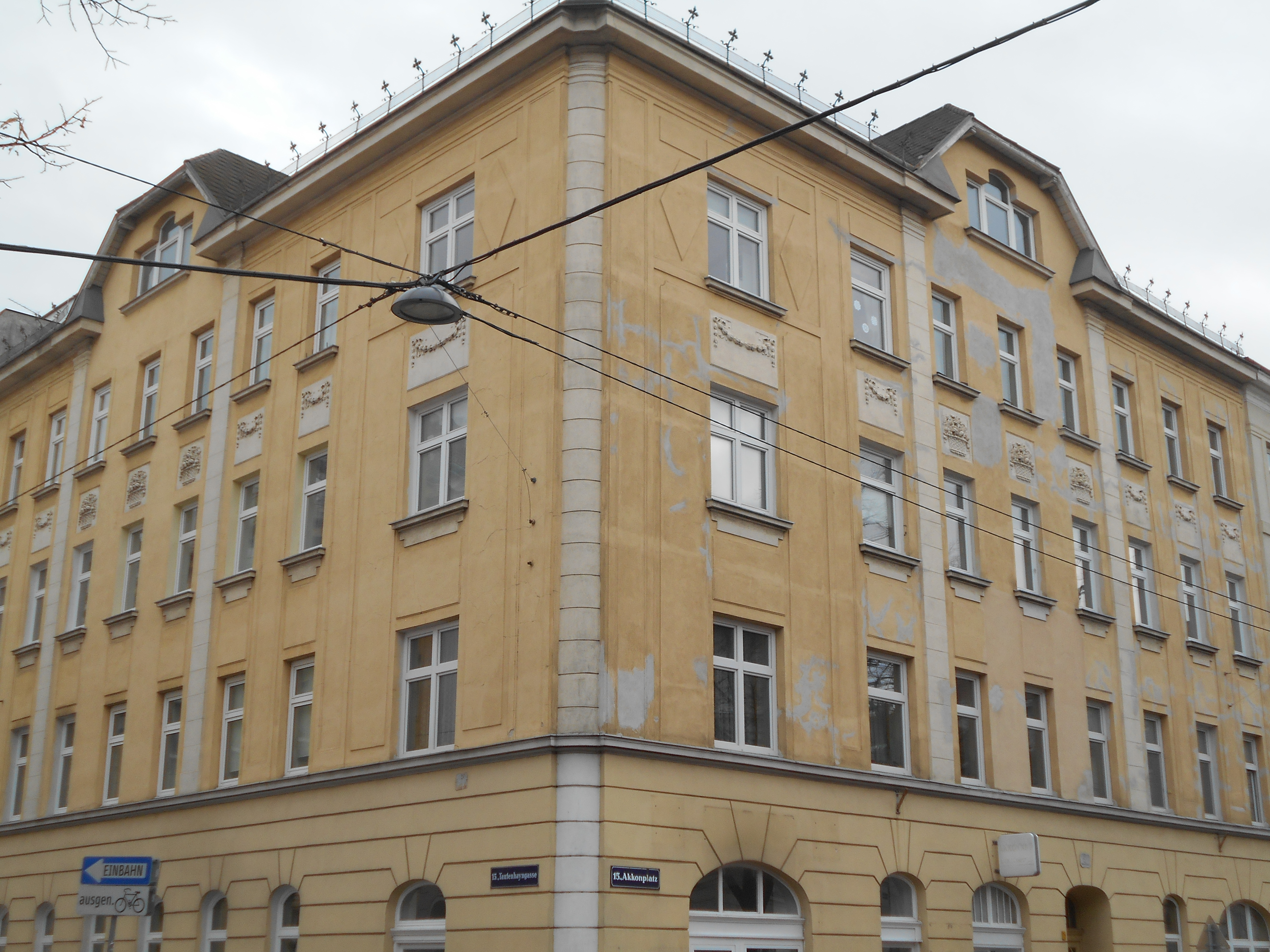
Akkonplatz 9
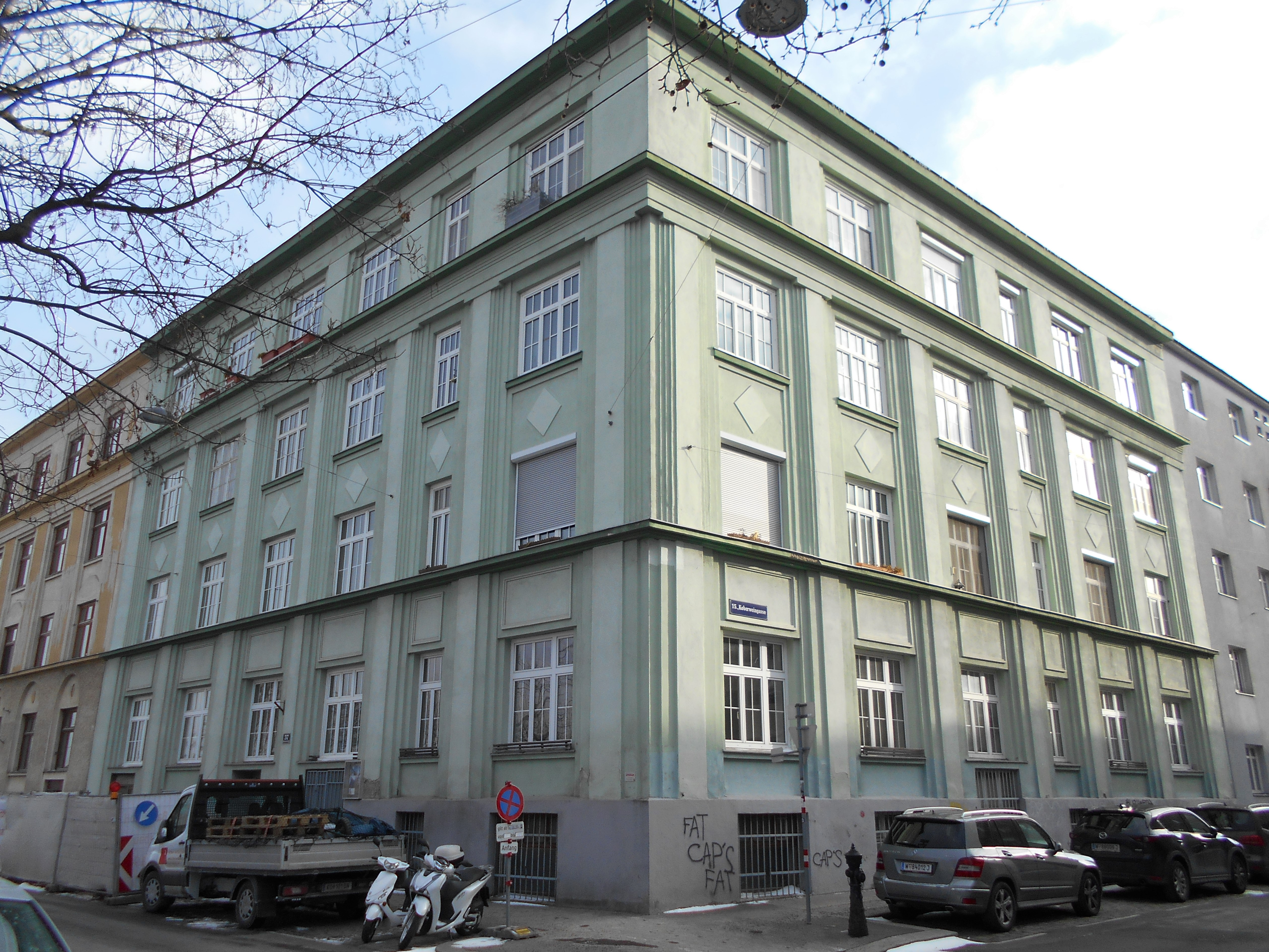
Oeverseestraße 37

## Bebauung der Zwischenkriegszeit
Die Bebauungspläne der Schmelz wurden durch den Ersten Weltkrieg unterbrochen und wurden in den 1920ern in anderer Form wiederaufgenommen. Charakteristisch für diese Zeit sind, beginnend mit der kurz nach dem Krieg entstandenen Siedlungs- und Wohnhausanlage Schmelz, größere kommunale Wohnhausanlagen.
- Die Siedlungs- und Wohnhausanlage Schmelz besteht, wie der Name schon sagt, aus gartenstadtartigen Teilen, die kurz nach dem Ersten Weltkrieg entstanden und einem blockhaften Bau nördlich davon. Die Gartenstadt entstand in Zeiten der Wohnungsnot und Lebensmittelknappheit, aus derselben Lage heraus wurden auch auf der Schmelz selbst die heute noch bestehenden Kleingärten gebaut. Baubeginn der Reihenhäuser war 1919, in der Mitte um den Mareschplatz, sind die Bauteile erhöht. 1925 wurde dann der nördliche Zusatzbau errichtet, der dem klassischen Schema der Blockrandbebauung folgt. Architekt der Anlage war Hugo Mayer.
- Ein sehr früher Bau ist auch der Heim-Hof in der Pilgerimgasse 22–24 (von Otto Polak-Hellwig und Carl Witzmann 1922, das einzige Einküchenhaus Wiens). Es schließt den Häuserblock an der John- und Oeverseestraße ab, in dem sich auch der „Heimat-Hof“ und die Wohnhausanlage Wurmsergasse 49–51 befinden, die beide weniger als zehn Jahre vorher entstanden sind (siehe obigen Abschnitt). Von Witzmann alleine stammt der Erweiterungsbau Richtung Oeverseestraße (Nr. 25–29, aus dem Jahr 1926).
- Aus der Mitte der 1920er-Jahre stammt der Bau Neusserplatz 1 (Michael Rosenauer 1926), aus Anfang der 1930er der Bau Pilgerimgasse 4–6 (Viktor Lurje, 1931), der Bau Loeschenkohlgasse 30–32 (Oskar Strnad 1932) und der Käthe-Königstetter-Hof (Tautenhayngasse 2–8, Friedrich Pindt, 1933).
- Ein Bau, der sich gestalterisch an die neoklassizistischen bürgerlichen Zinshäuser der Umgebung orientiert, ist die Anlage Chrobakgasse 3–5 (Arnold Hatschek, 1926), die auch eine schlichtere Front in der Wurmsergasse 40 hat.[11]

Im Nibelungenviertel (siehe dort) befinden außerdem der Forstner-Hof in der Alliogasse (1924), der Ebert-Hof in der Hütteldorfer Straße (1926) oder der Johann-Witzmann-Hof in der Reuenthalgasse (1927).
Ein privater Wohnbau aus der Phase ist das Haus Nuesserplatz 4, ein Spätwerk (1932) von Richard Modern. Ein paar Details wie die polygonalen Fensterbänke erinnern noch an das secessionistische Werk des Architekten.
Ein öffentliches Gebäude aus dieser Zeit ist die ehemalige Zweigstelle des Dorotheums in der Schanzstraße 14 von Michael Rosenauer (Ende der 1920er). Vom selben Architekten aus ungefähr derselben Zeit befindet sich eine andere Zweigstelle in der Erlachgasse in Favoriten.
Ebenfalls im Nibelungenviertel (siehe im entsprechenden Artikel) befinden sich zwei Kirchengebäude aus den 1930ern, also aus der letzten Bebauungsphase dieses Teils des Viertels. Es ist die von Clemens Holzmeister 1933/34 errichtete Christkönigskirche (bis 2016 Kirche der Pfarre Neufünfhaus) sowie die 1936/37 von Theiss und Jaksch erbaute Zwinglikirche, eine evangelische Kirche H.B.
Ein weiterer kommunaler Wohnbau stammt aus der Zeit des „Schwarzen Wien“ (des austrofaschistischen Ständestaats), das dem geänderten Konzept gemäß „Familienasyl“ genannt wurde und dem Hl. Engelbert gewidmet war. Es stammt aus dem Jahr 1936 von Franz Wiesmann.

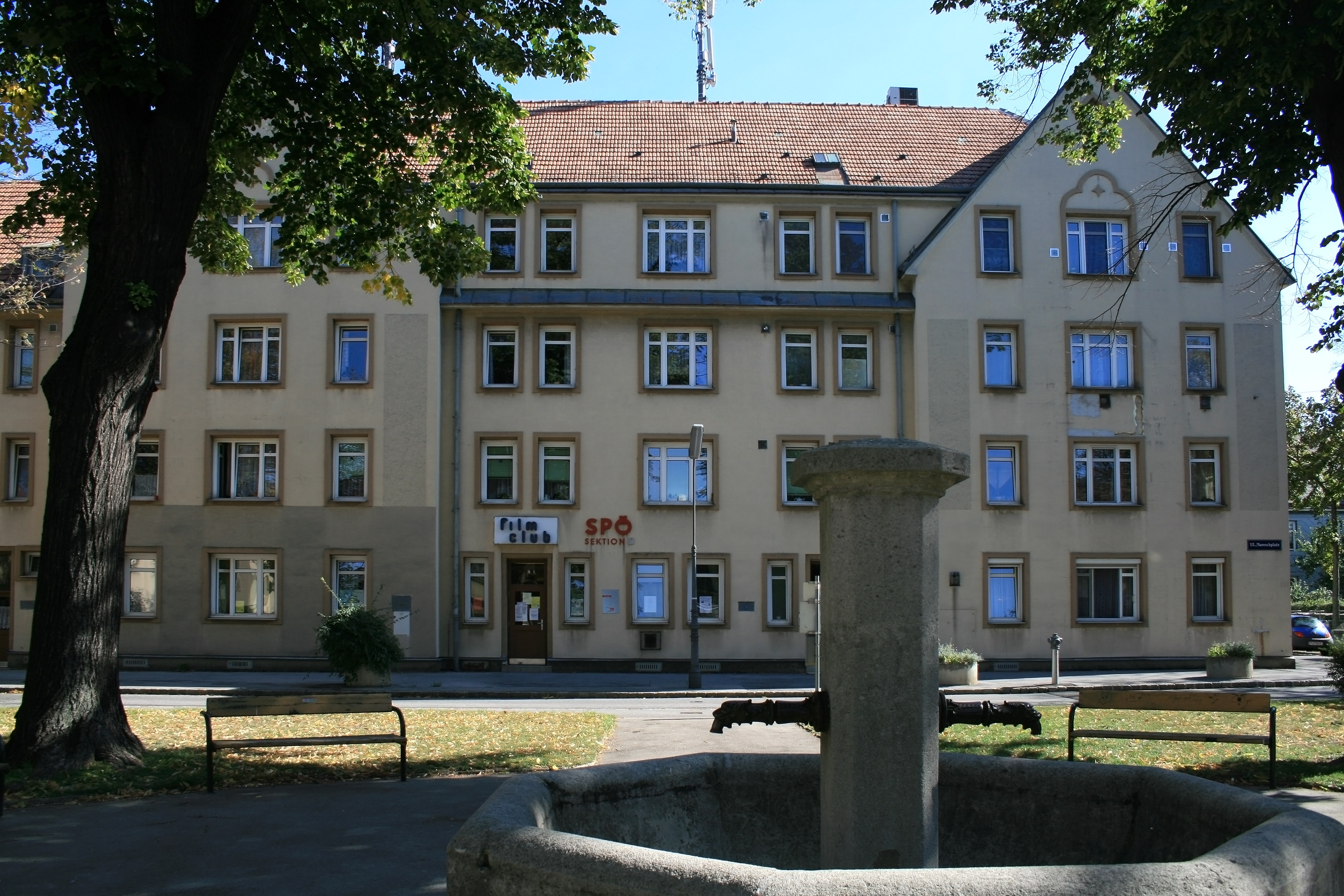
Siedlungs- und Wohnanlage Schmelz, zentraler Teil um den Mareschplatz
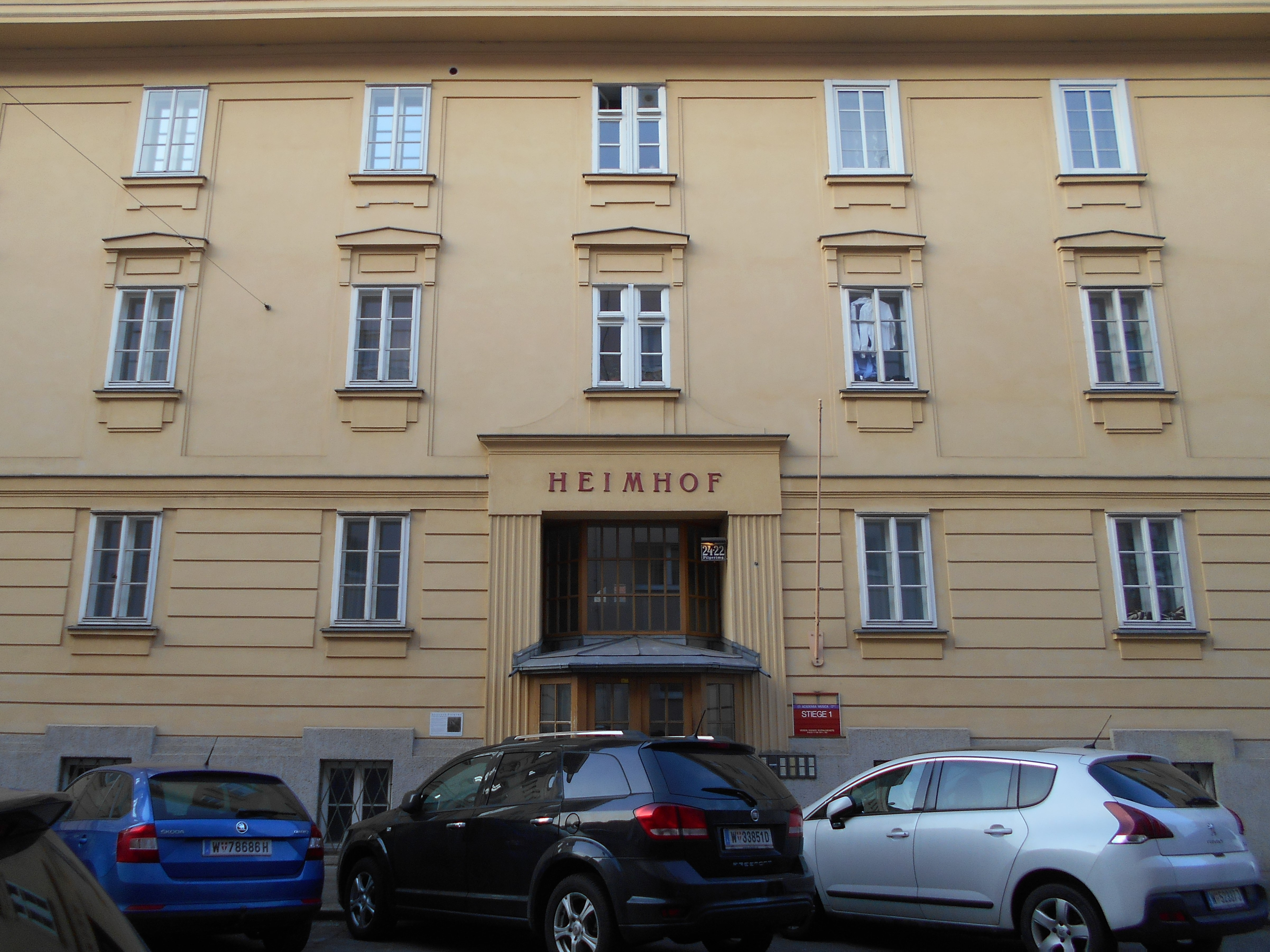
Der Heimhof, mittlere Front zur Pilgerimgasse
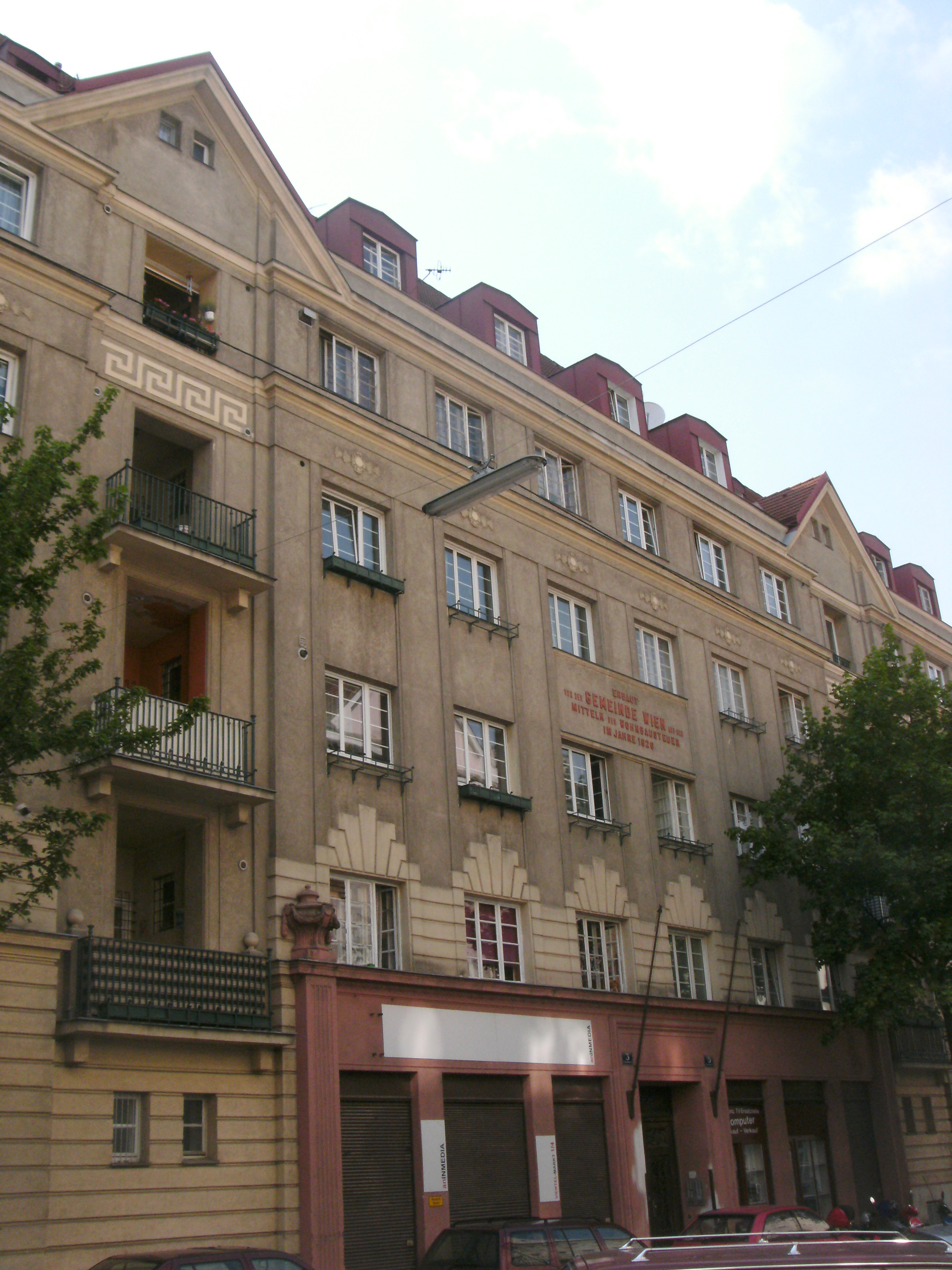
Chrobakgasse 3–5
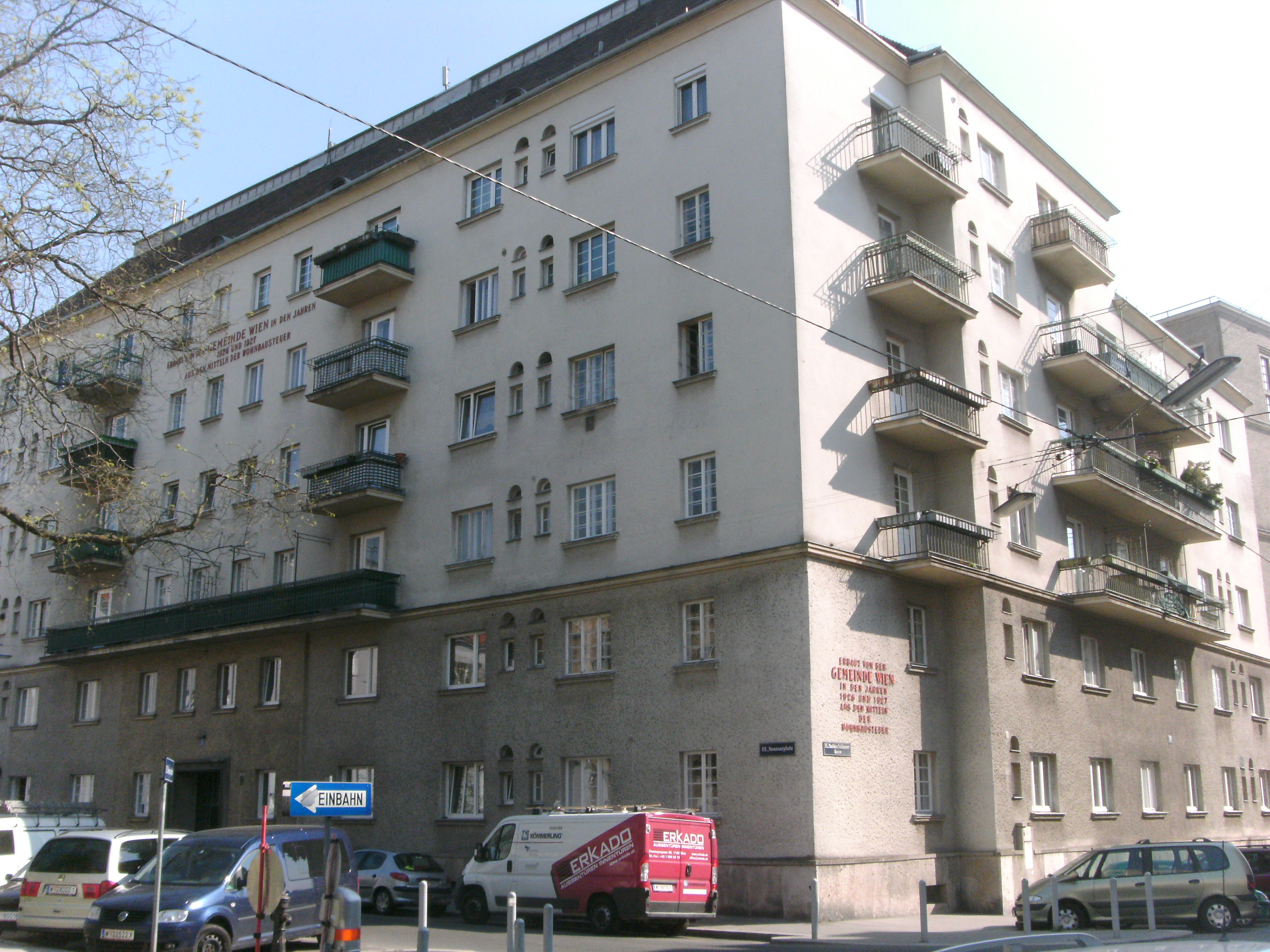
Neusserplatz 1
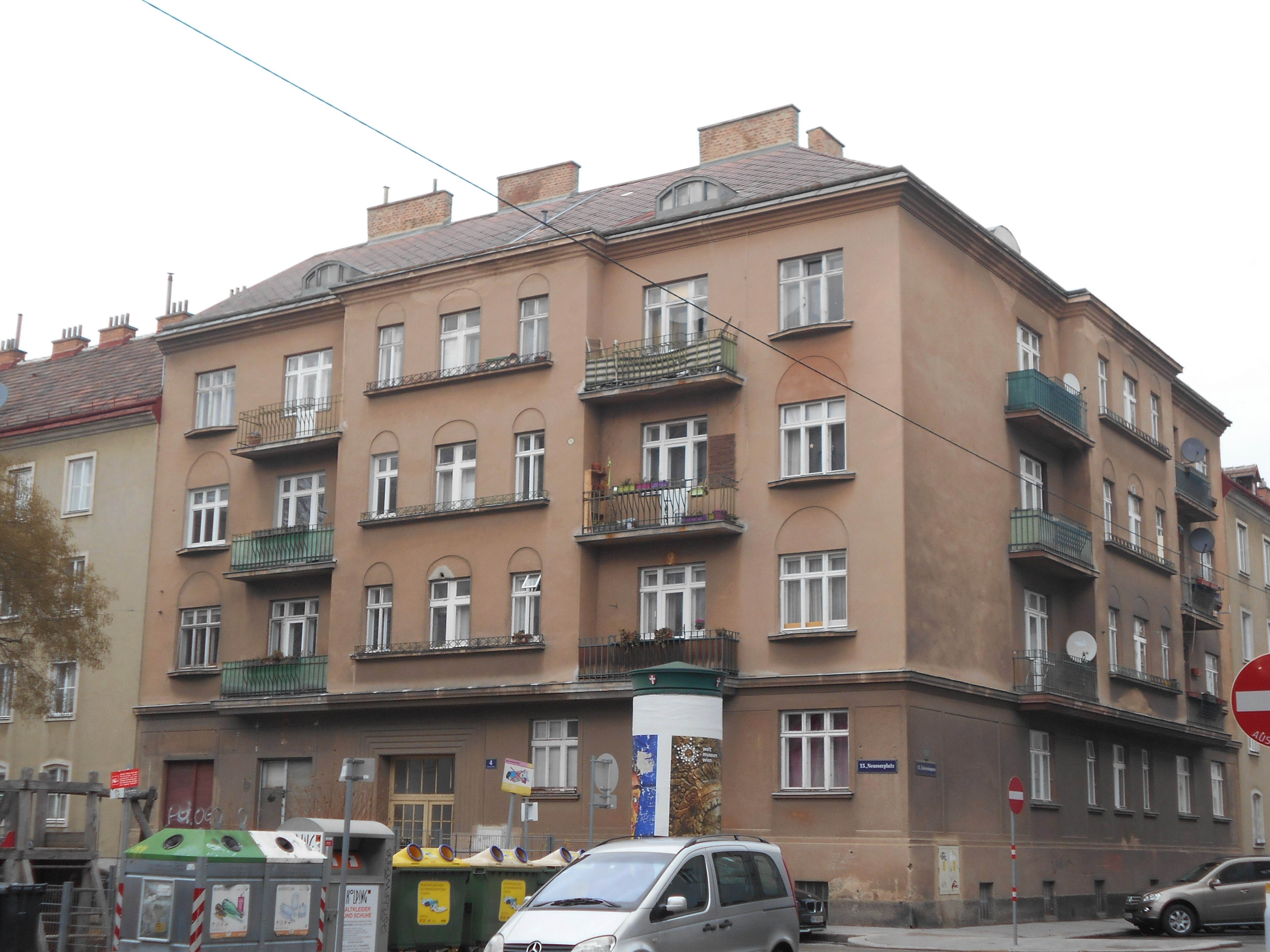
Neusserplatz 4
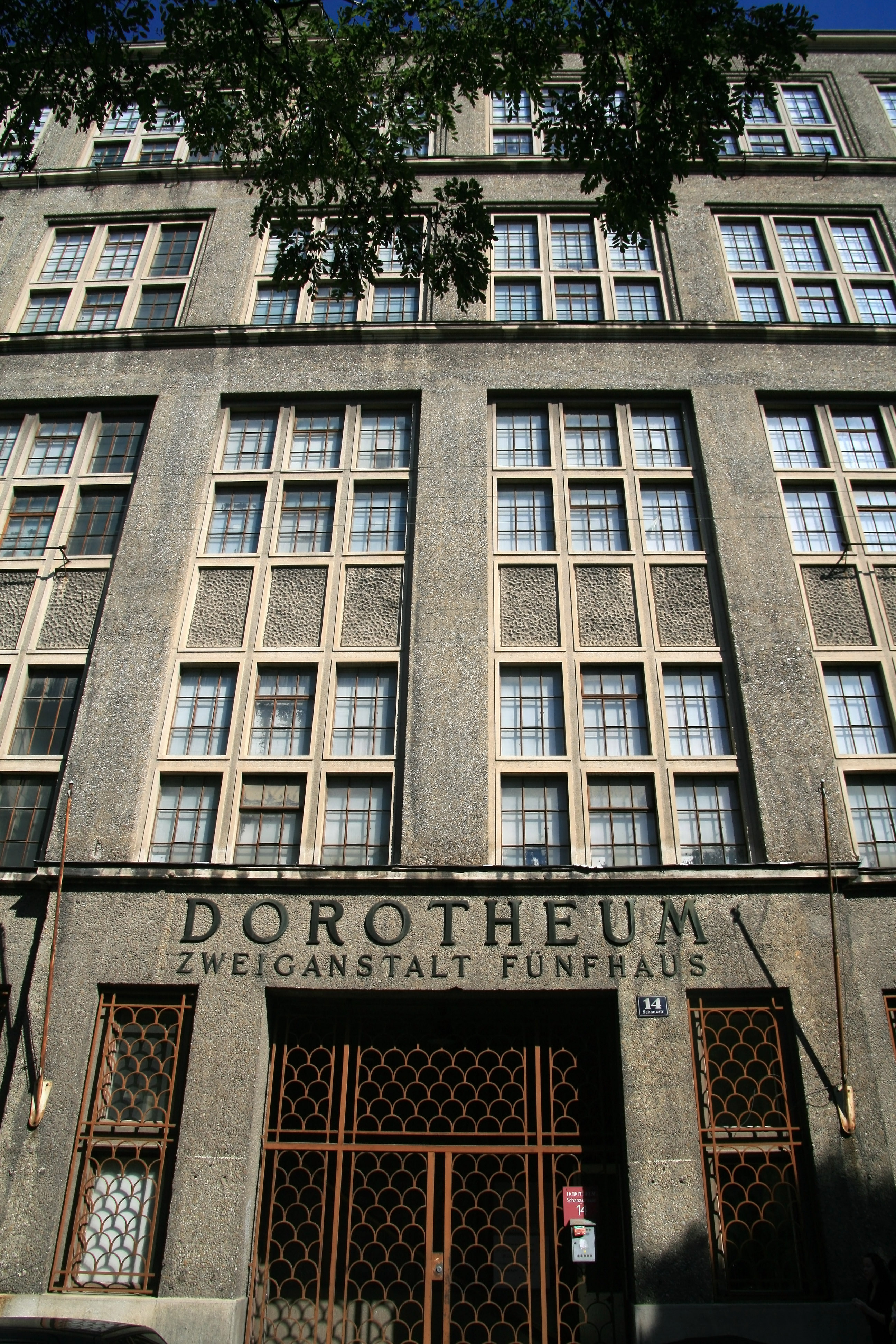
Ehemaliges Dorotheum, Eingangsbereich

### Gelände des Schmelzer Friedhofs
Der Schmelzer Friedhof war schon 1874 aufgelassen worden, das quer zum geplanten Straßenraster liegende Gelände bestand aber noch bis in die Zwischenkriegszeit, wo die vor dem Krieg geplante und begonnene Bebauung dann (modifiziert) durchgeführt wurde. Die Hütteldorfer Straße vom Gürtel bis etwa zur Hackengasse entstand erst nach 1912 und wurde 1929 in die Straße einbezogen (der Bereich hieß zwischendurch Aufmarschstraße und Karl-Marx-Straße). Ältere Bebauung gibt es nur unmittelbar am Neubaugürtel bzw. teilweise in der Wurzbachgasse.
- Aus dem Kernbereich des ehemaligen Friedhofs entstand der Märzpark.
- An dessen Ostseite liegt der besonders reich ausgestattete Vogelweidhof (von Leopold Bauer 1927, wegen dessen Fresken, die Märchenmotive darstellen, umgangssprachlich auch Märchenhof genannt).
- An der Nordseite des Parks, in der Geyschlägerstraße 2–12 befindet sich ein Gemeindebau aus dem Jahr 1929 von Max Fellerer in den Formen der Neuen Sachlichkeit mit Eckloggien und einem Straßenhof.[13]
- Der Anfang der Hütteldorfer Straße wird von der 1927 von Josef Hofbauer und Wilhelm Baumgarten erbauten gewerblichen Fortbildungsschule dominiert.
- Ein weiterer neusachlicher Gemeindebau liegt an der Hütteldorfer Straße (Nr. 3–5, ident Löhrgasse 26–28, von Karl Dirnhuber 1926), die Bedeutung der Ecke wird durch eine Gebäudeüberhöhung angezeigt.[14]

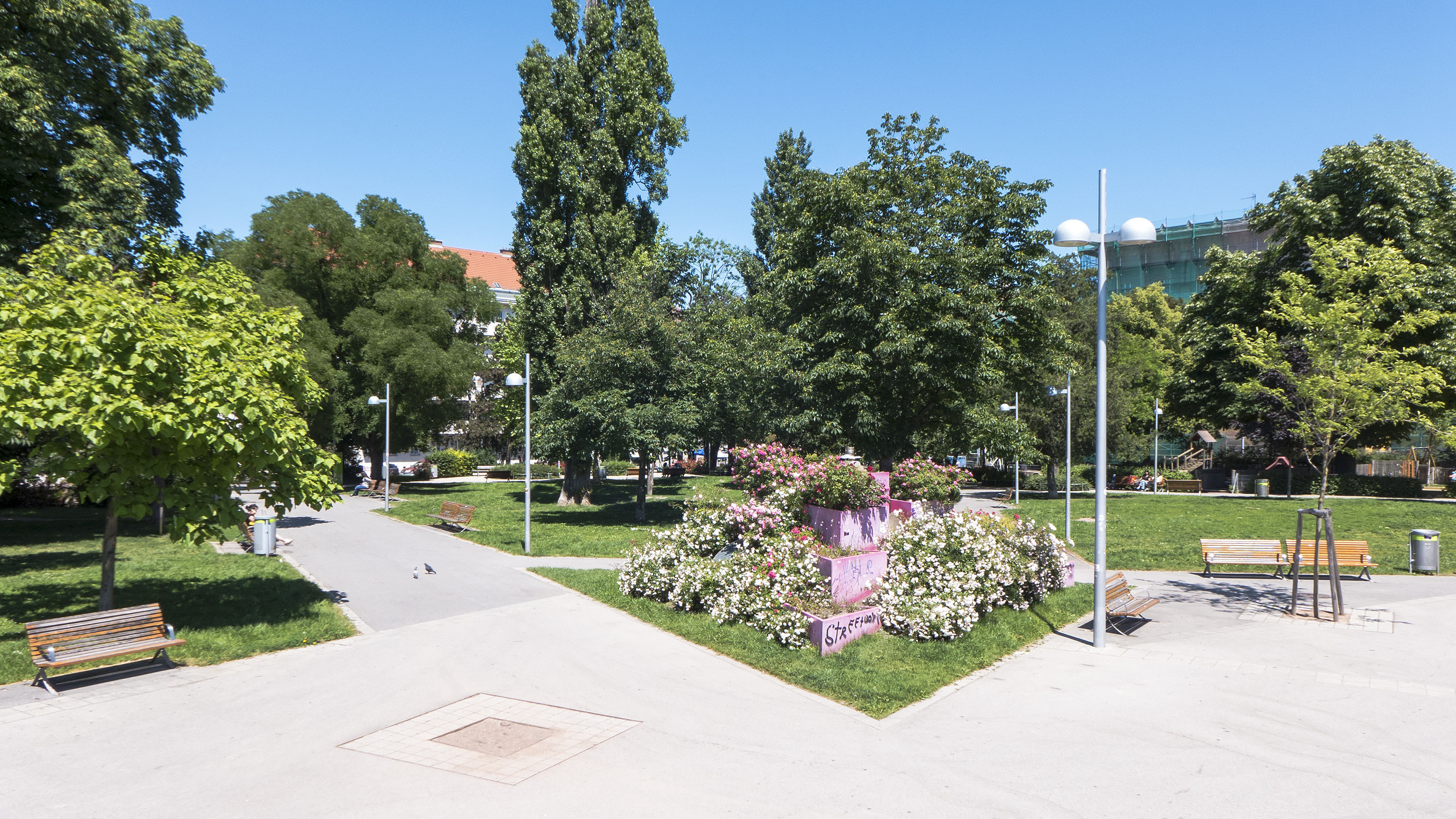
Der Märzpark
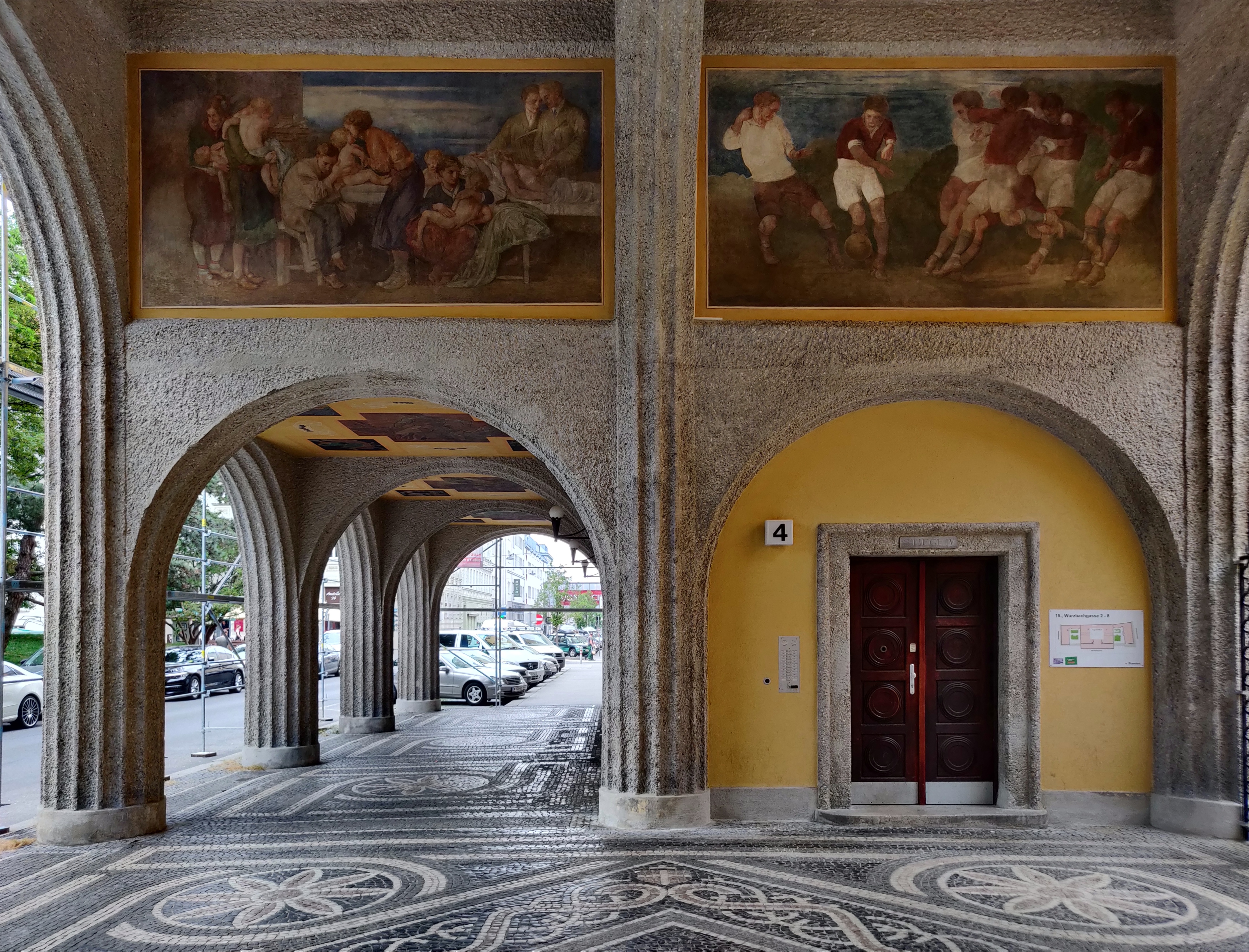
Arkaden im Vogelweidhof
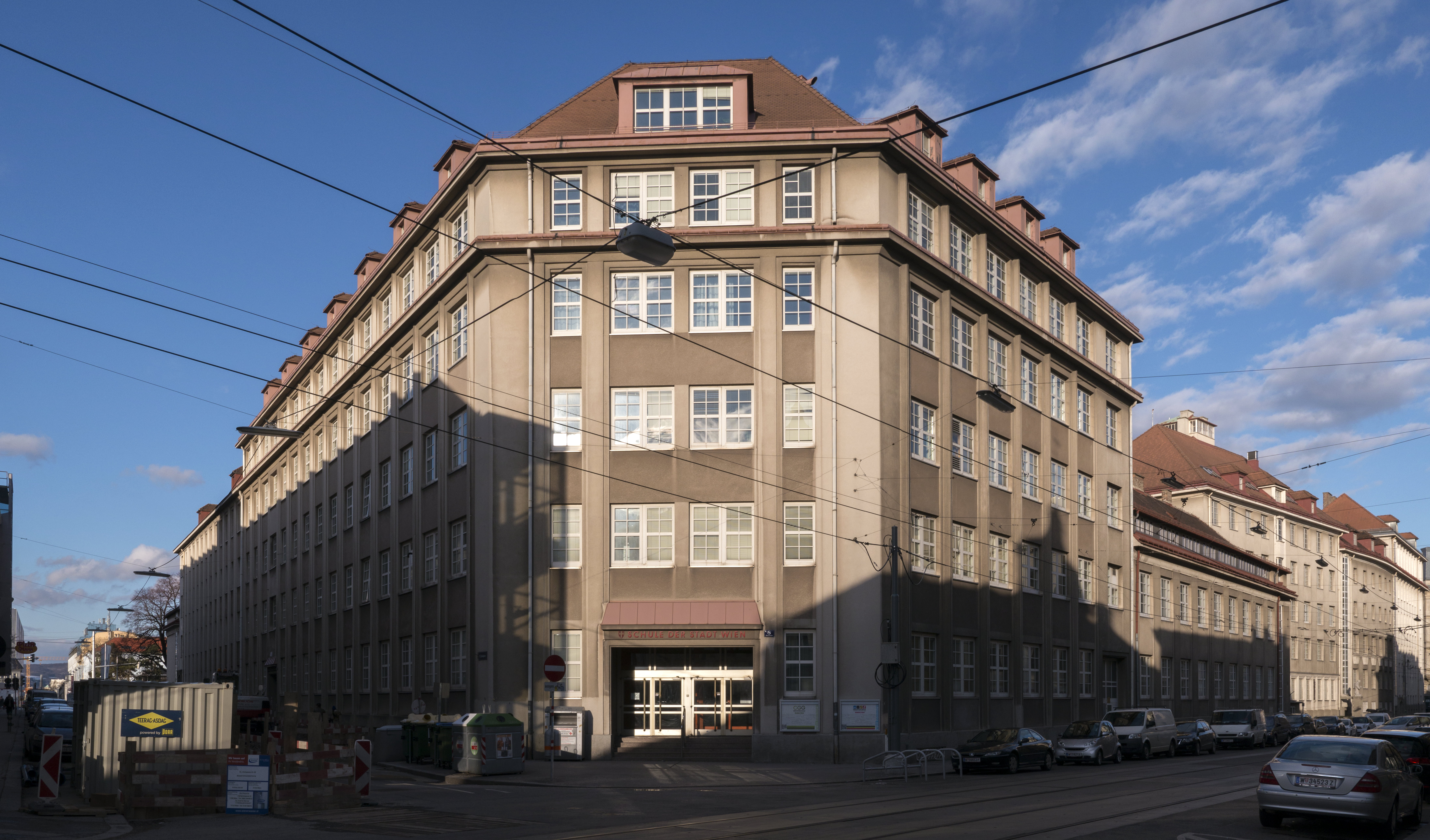
Gewerbliche Fortbildungsschule
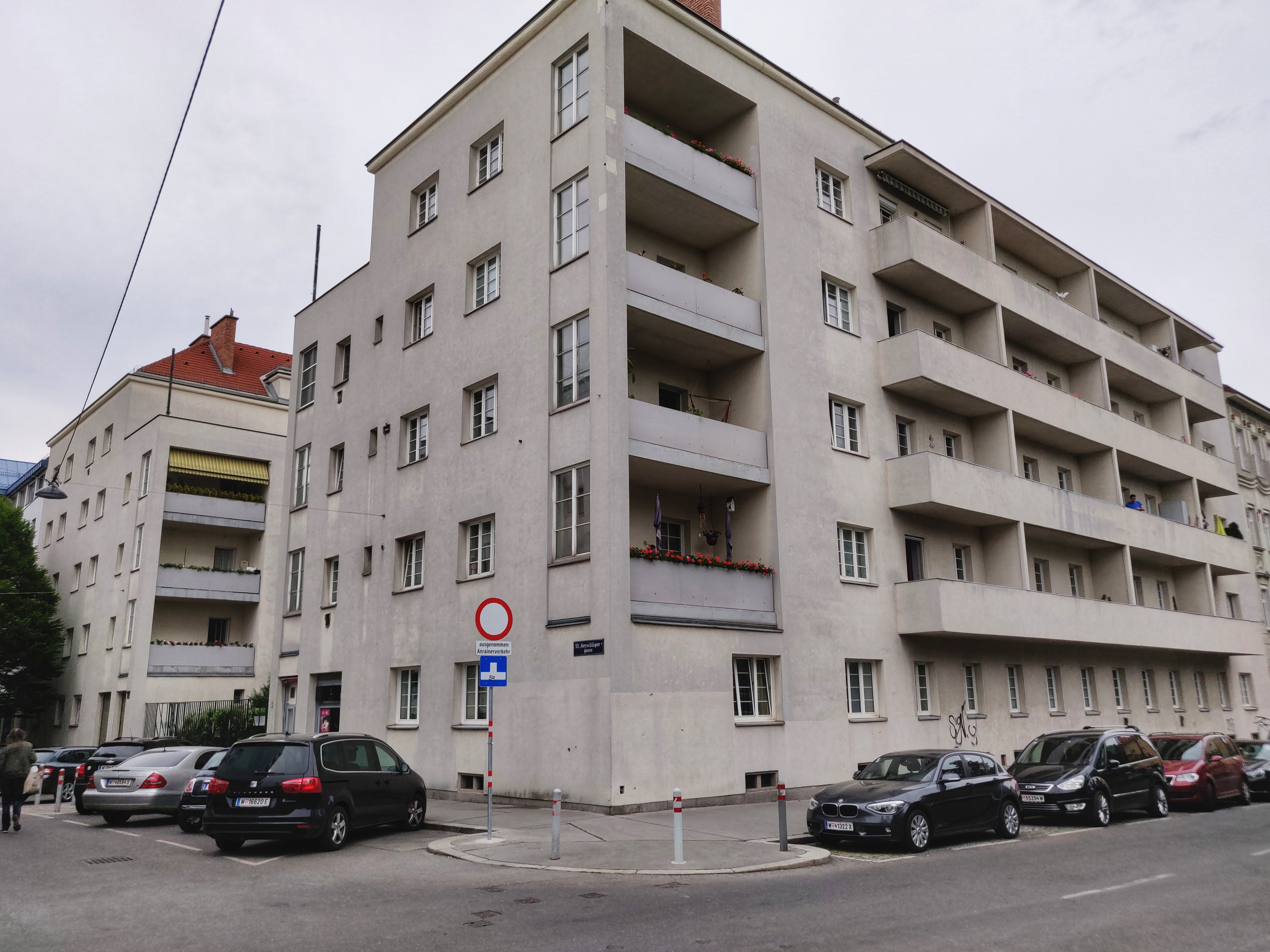
Geyschlägerstraße 2–12

## Bebauung der Nachkriegszeit
Den Abschluss der Bebauung der Schmelz erfolgte erst in der Zeit nach dem Zweiten Weltkrieg mit dem Bau der Stadthalle, des Stadthallenbades und der Universitätssportinstitute. Das noch übriggebliebene Gebiet der Schmelz wird überwiegend von Kleingärten eingenommen.
Im nordwestlichen Bereich von Fünfhaus, unmittelbar südwestlich der Schmelz, liegt die 1978 erbaute Pfarrkirche Akkonplatz.

Stadthalle
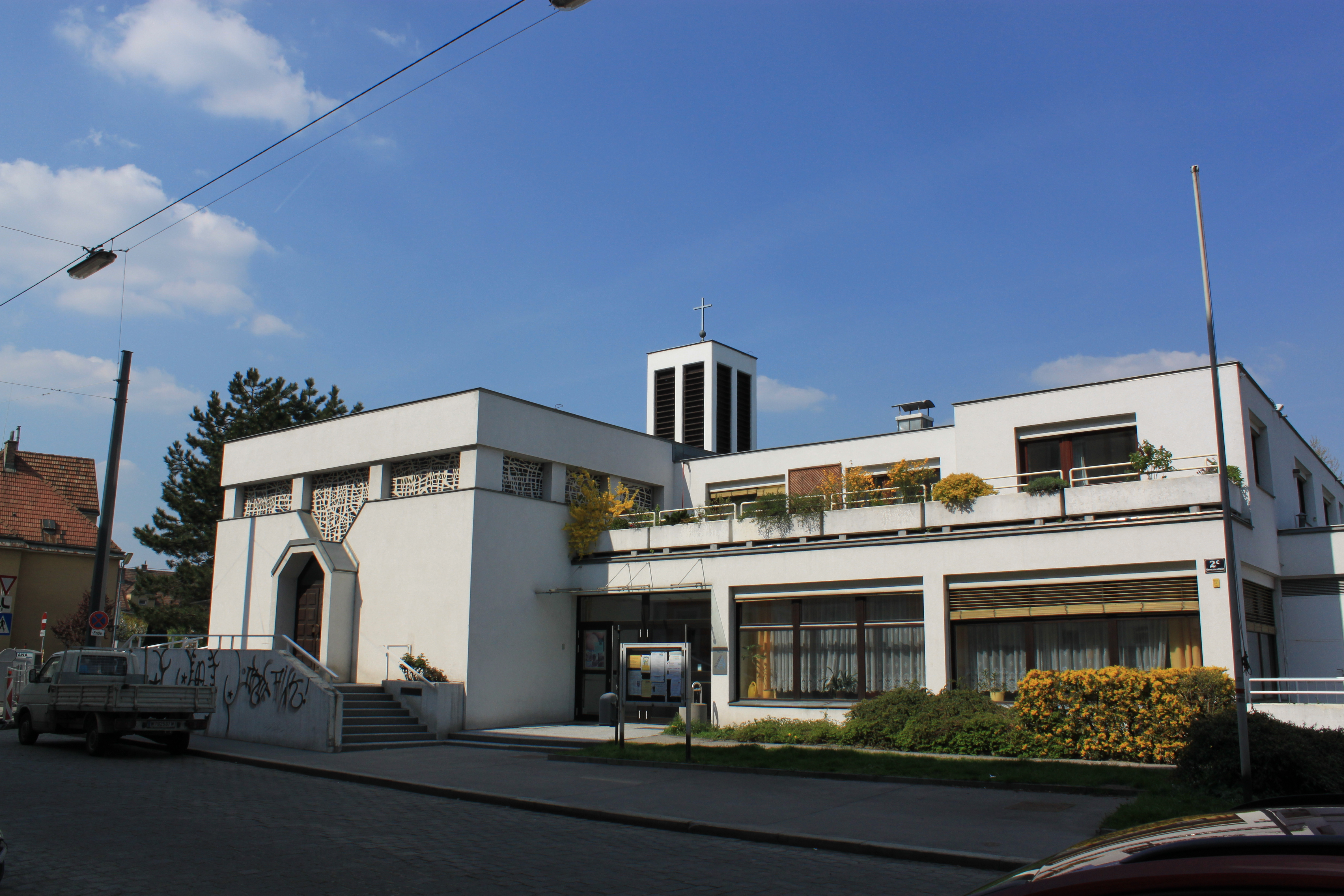
Pfarrkirche Akkonplatz